# Plebiscyt Przeglądu Sportowego 2015
81. Plebiscyt na 10 Najlepszych Sportowców Polski 2015 roku zorganizowany został przez Przegląd Sportowy i Telewizję Polską. Głosowanie składało się z dwóch etapów. W pierwszym oddawano głosy za pomocą kuponów i na oficjalnej stronie internetowej, w drugim – trwającym w trakcie gali – za pomocą SMS-ów.
Gala Mistrzów Sportu, w trakcie której zostały ogłoszone nazwiska dziesięciu wybranych sportowców, odbyła się 9 stycznia 2016 roku w Teatrze Polskim w Warszawie. Powrócono do sposobu nagradzania czołowej dziesiątki, który obowiązywał przed 80. edycją plebiscytu – sportowcy otrzymywali pamiątkowe statuetki w kolejności ustalonej zgodnie z ostatecznymi wynikami głosowania. Galę prowadzili Przemysław Babiarz i Maciej Kurzajewski.
Najlepszym sportowcem roku w Polsce wybrany został pierwszy raz w karierze Robert Lewandowski. Był to pierwszy od 1982 roku plebiscyt, w którym zwycięzcą okazał się piłkarz.

## Wyniki głosowania[2]
| Miejsce | Imię i nazwisko                               | Dyscyplina sportu    | Liczba punktów | Uwagi             |
| ------- | --------------------------------------------- | -------------------- | -------------- | ----------------- |
| 1.      | Robert Lewandowski                            | piłka nożna          | 398 054        | nieobecny na gali |
| 2.      | Anita Włodarczyk                              | lekkoatletyka        | 329 450        |                   |
| 3.      | Agnieszka Radwańska                           | tenis                | 297 724        | nieobecna na gali |
| 4.      | Paweł Fajdek                                  | lekkoatletyka        | 214 931        |                   |
| 5.      | Michał Kubiak                                 | siatkówka            | 186 904        | nieobecny na gali |
| 6.      | Piotr Małachowski                             | lekkoatletyka        | 172 973        |                   |
| 7.      | Joanna Jędrzejczyk                            | sporty walki (MMA)   | 166 950        |                   |
| 8.      | Rafał Majka                                   | kolarstwo            | 144 019        | nieobecny na gali |
| 9.      | Michał Jurecki                                | piłka ręczna         | 131 187        | nieobecny na gali |
| 10.     | Rafał Sonik                                   | rajdy terenowe       | 127 915        | nieobecny na gali |
| 11.     | Krzysztof Głowacki                            | boks                 | 118 289        |                   |
| 12.     | Adam Kszczot                                  | lekkoatletyka        | 118 013        |                   |
| 13.     | Radosław Kawęcki                              | pływanie             | 114 033        |                   |
| 14.     | Kamil Stoch                                   | skoki narciarskie    | 80 706         |                   |
| 15.     | Weronika Nowakowska                           | biathlon             | 72 219         |                   |
| 16.     | Andrzej Fonfara                               | boks                 | 63 786         |                   |
| 17.     | Marta Walczykiewicz                           | kajakarstwo          | 46 888         |                   |
| 18.     | Bartłomiej Bonk                               | podnoszenie ciężarów | 44 595         |                   |
| 19.     | Justyna Kowalczyk i Sylwia Jaśkowiec          | biegi narciarskie    | 44 548         |                   |
| 20.     | Magdalena Fularczyk-Kozłowska i Natalia Madaj | wioślarstwo          | 10 719         |                   |

## Zwycięzcy kategorii dodatkowych[3]
- Superczempion 2015: Otylia Jędrzejczak
- Impreza roku 2015: Tour de Pologne 2015
- Drużyna roku 2015: Reprezentacja Polski w piłce ręcznej mężczyzn
- Trener roku 2015: Adam Nawałka
- Odkrycie roku 2015: Jan Świtkowski
- Najlepszy sportowiec niepełnosprawny 2015: Bartosz Tyszkowski